# 圣方济各传道院

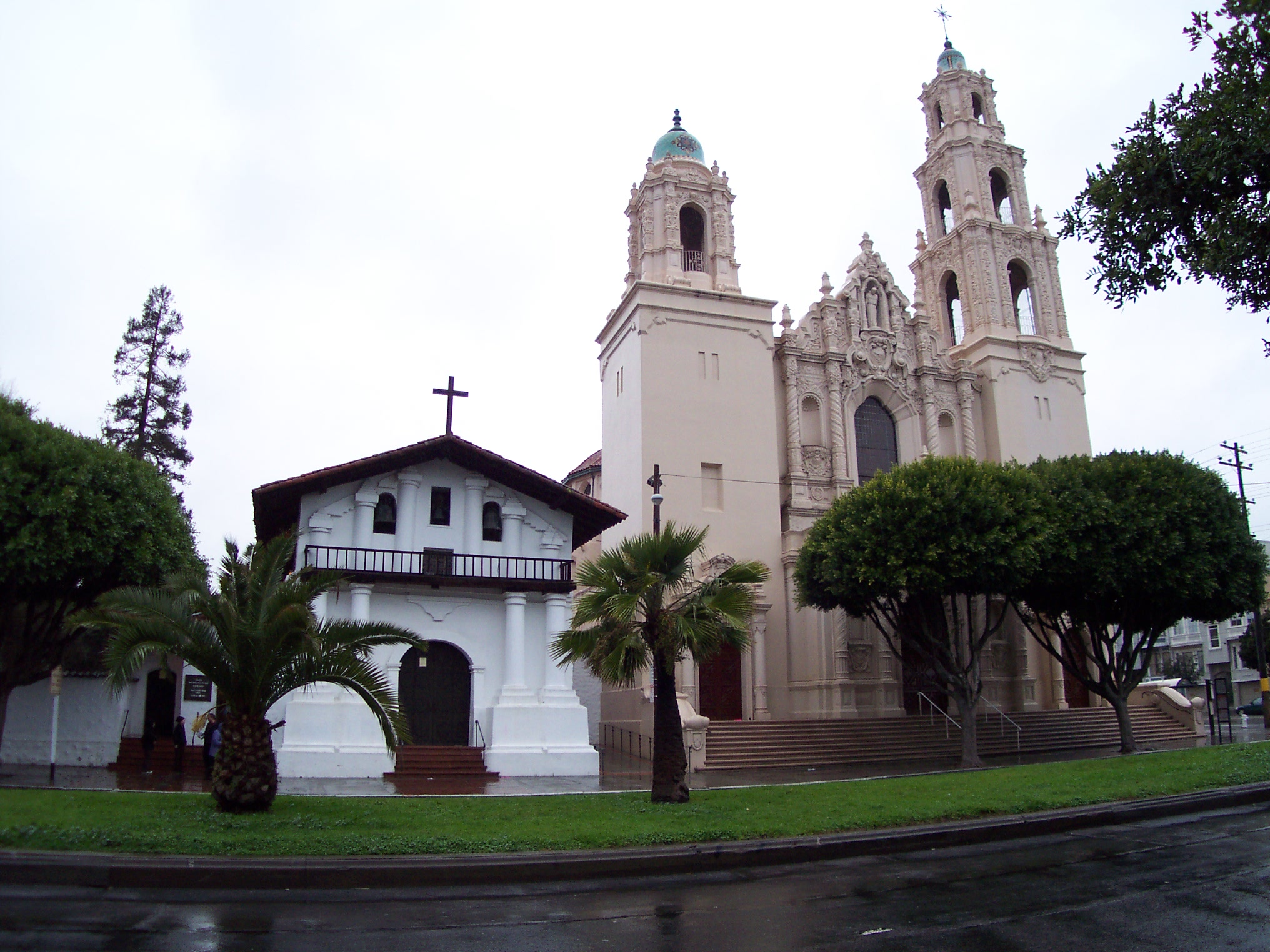
新旧两堂并列

圣方济各传道院（Mission San Francisco de Asís），又俗称“都勒传道院”（Mission Dolores，得名于“七苦圣母溪”）位于美国加州旧金山都勒街320号（16街路口），是该市现存最古老的建筑物。

## 历史
由西班牙传教士创建于1776年6月29日，以方济各会会祖圣方济各命名。1913-1918年，在18世纪的老堂旁新建规模较大的教堂，1952年教宗将其升格为宗座圣殿。 教堂被列入美國國家史蹟名錄。